# Goldene Rose (Halle (Saale))

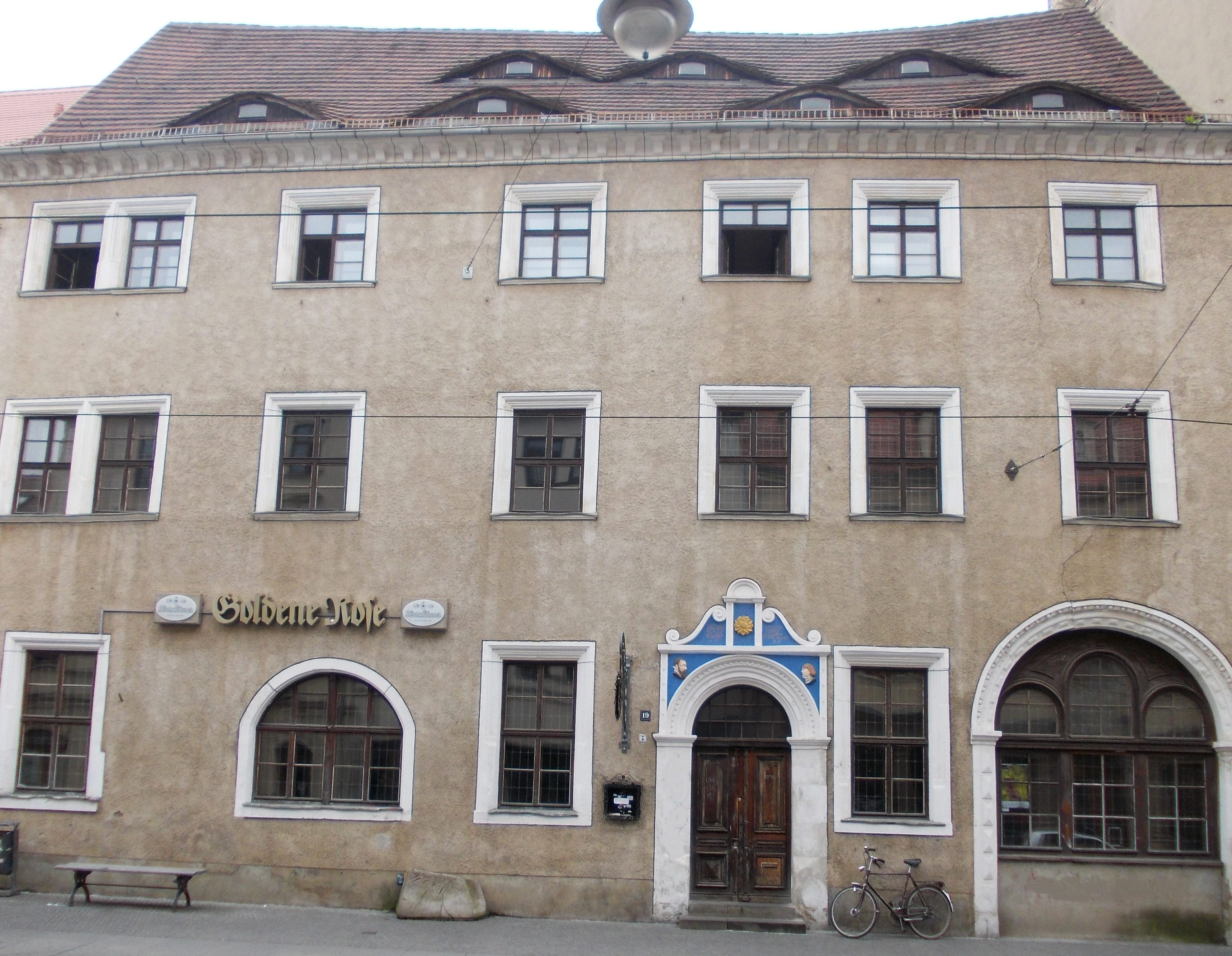
Gasthof Zur Goldenen Rose 2014

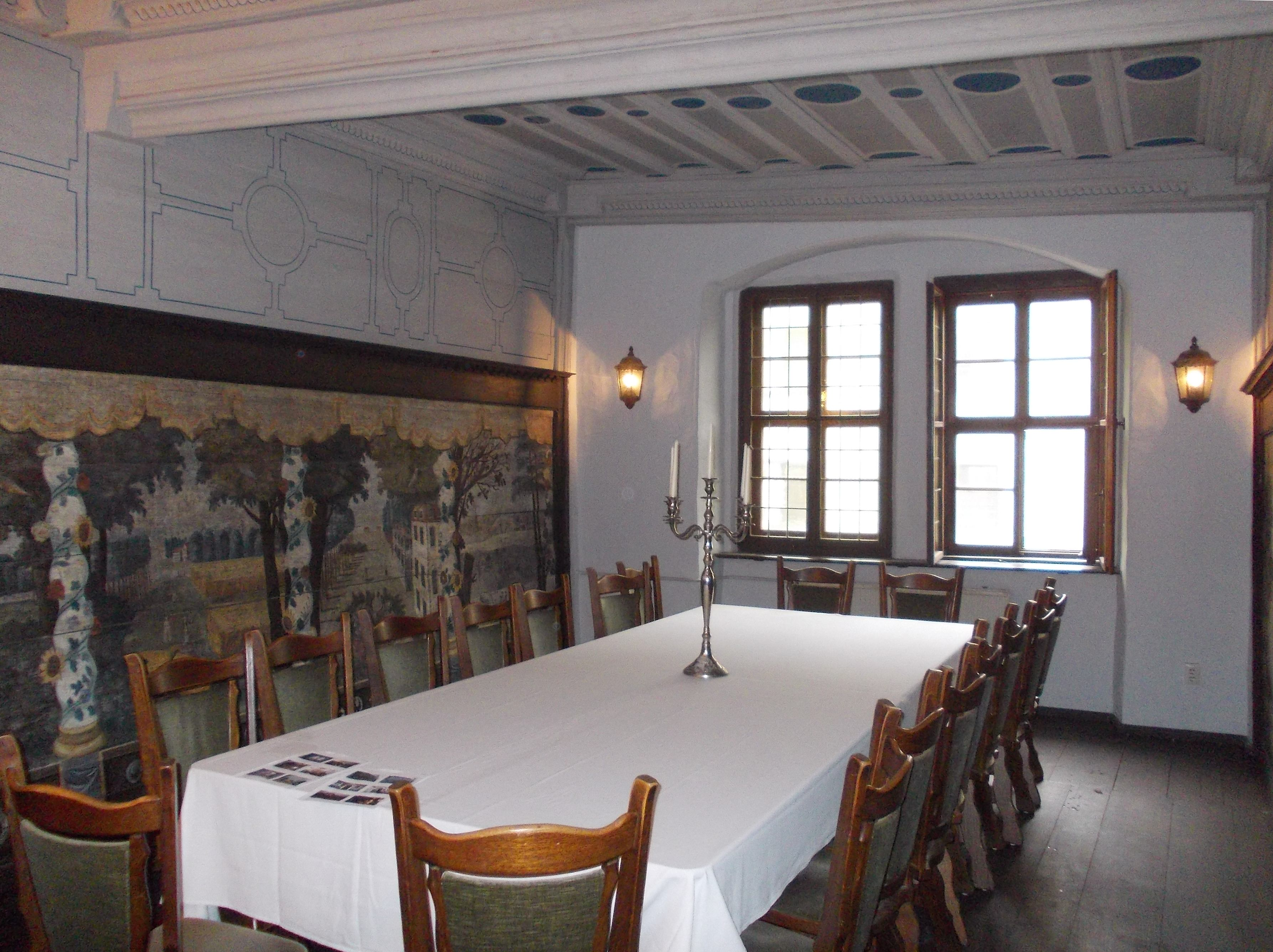
Bohlenstube der Spätrenaissance mit barocken Wandmalereien 2014

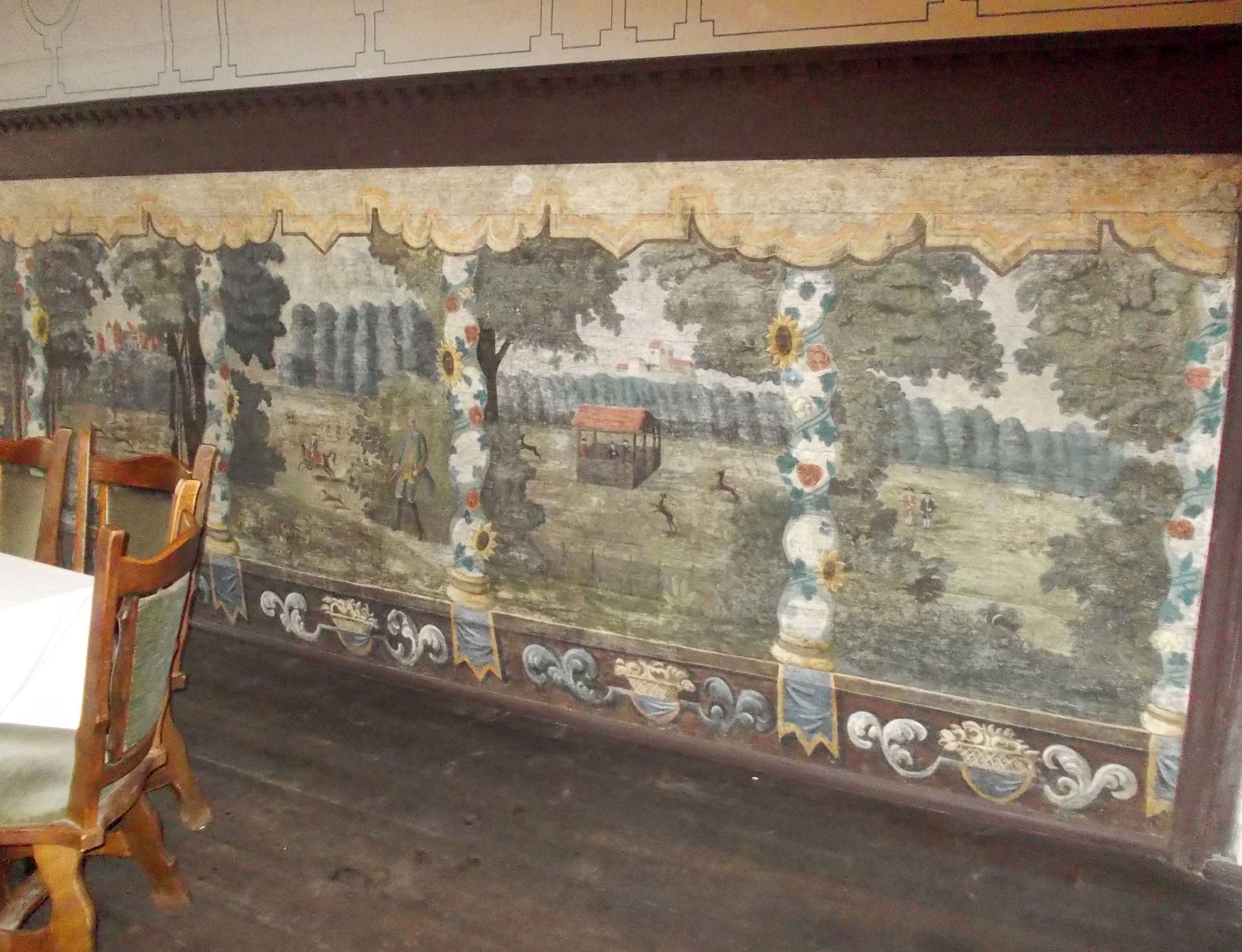
Detailansicht Wandmalereien 2014

Der Goldene Rose ist ein Gasthof in der Stadt Halle (Saale). Das Kulturdenkmal befindet sich in der Rannischen Straße und gilt als der älteste Gasthof im frühneuzeitlichen Halle.
Erste Grundmauern des Gebäudes werden auf das 13. Jh. datiert, erstmals schriftlich nachweisbar ist der Gasthof 1479 als Ausspanne, mit Platz für etwa 200 Fuhrwerke in den Ställen hinter dem Gasthof, der später inschriftlich datiert 1591 als dreigeschossiger Spätrenaissance-Bau errichtet wurde.

„Dis Havs sted in
Gottes Hand
Zv der gvlden
Rosen ist es genand
1591“

Der Bau ist ein dreigeschossiger, traufständiger repräsentativer zeitgenössischer Putzbau des 16. Jh. mit steilem Satteldach und großer Tordurchfahrt. Reich an profilierten gotischen Fenstergewänden, weist er ein Ädikula-gerahmtes Portal mit Volutengiebel sowie zwei Porträtköpfe in den Bogenzwickeln auf. Er vereint Stilelemente der Renaissance und dem Barock, das Kellergewölbe stammt aus der gotischen Zeit.
Die originale Bohlenstube aus dem Jahr 1591, die barocken Wandmalereien und ein Gastraum mit originaler Holz-Kassettendecke sowie das Kellergewölbe aus dem 13. Jh. sind bis heute erhalten.
1970 wurde das Gebäude wegen Einsturzgefahr baupolizeilich gesperrt. Von 1983 bis 1986 wurde das historische Kerngebäude für 5,2 Millionen DDR-Mark saniert und später bis 1990 als „Klub der Werktätigen des VEB Wohnungsbaukombinat Halle“ genutzt. 1994 wurde der Gasthof geschlossen und 2011 nach eineinhalbjähriger Sanierungszeit wiedereröffnet. 2019 begannen erneute Sanierungen, die 2021 beendet sein sollen.
In den ehemaligen Gästezimmern haben Künstler Ateliers bezogen und seit Oktober 2016 befindet sich eine Musikschule im Gebäude.

## Bekannte Gäste
Im Rahmen der Aushandlung des Zwei-plus-Vier-Vertrags trafen sich 1990 Hans-Dietrich Genscher, James Baker, Roland Dumas, Douglas Hurd und Eduard Schewardnadse in der Goldenen Rose. Ebenfalls zählten Michail Gorbatschow, Felix Graf Luckner sowie Wolfgang Amadeus Mozart zu den Gästen des Gasthofs.